# Gabriella Wright
Gabriella Wright, née à Londres le 19 juin 1982, est une actrice, chanteuse et mannequin britannique.

## Biographie
Gabriella Wright est née à Stoke Newington (Londres). Ses parents sont Paul David Wright, un peintre et sculpteur anglo-écossais et Anne Catherine Nallétamby, une écrivaine biologiste française.
À l'âge de 12 ans, sa famille part vivre en France, en Champagne-Ardenne. Après un baccalauréat économique international, elle a entrepris des études de théâtre.
Elle a été également chanteuse, dans SAO-K, groupe qu'elle a cofondé.
En 2011, elle devient l’égérie du joaillier et horloger français Poiray. Elle participe aussi à un spot de publicité pour Cartier, réalisé par Olivier Dahan. Elle fut aussi l'égérie pour le parfum "L'eau" de Kenzo Amour en 2007.

## Vie privée
En 2005, elle se marie avec le producteur Thierry Klemeniuk et divorce en 2010.

## Filmographie

### Cinéma
- 2004 : Albert est méchant : l'employée de banque
- 2004 : One Dollar Curry : Nathalie
- 2005 : Mary : manager de studio
- 2007 : Le Dernier Gang : Daniella
- 2007 : Eden Log : rôle inconnu
- 2008 : Finding : Julie
- 2009 : Demain dès l'aube... : comptesse[pas clair][réf. nécessaire]
- 2009 : An Organization of Dreams : Nagra
- 2010 : L'Immortel : Yasmina Telaa
- 2010 : Carnets de rêves : Anna
- 2013 : Intersections : Odette
- 2014 : The perfect Husband : Viola
- 2014 : Oxi, an act of resistance : Spinx
- 2015 : Everly de Joe Lynch : Anna
- 2015 : Insurrection (Septembers of Shiraz) de Wayne Blair : Farideh
- 2015 : Le Transporteur : Héritage de Camille Delamarre : Gina
- 2015 : The Alcoholist : Claire
- 2017 : Security d'Alain DesRochers : Ruby
- 2021 : Hitman and Bodyguard 2 (The Hitman's Wife's Bodyguard) de Patrick Hughes
- 2025 : De mauvaise foi d'Albéric Saint-Martin : Katia

### Télévision
- 2007 : The Innocence Project (en) : Colette Givray
- 2007 : Les Tudors : Reine Claude de France[4].
- 2010 : Nomads : Nadia
- 2011 : Rouge diamant : Nadia Raminez
- 2011 : Rani (épisodes 2 à 4) : Indra
- 2014: True Blood : Sylvie
- 2016 : Arrow : Esrin Fortuna